# 웰컴 트러스트 생어 연구소

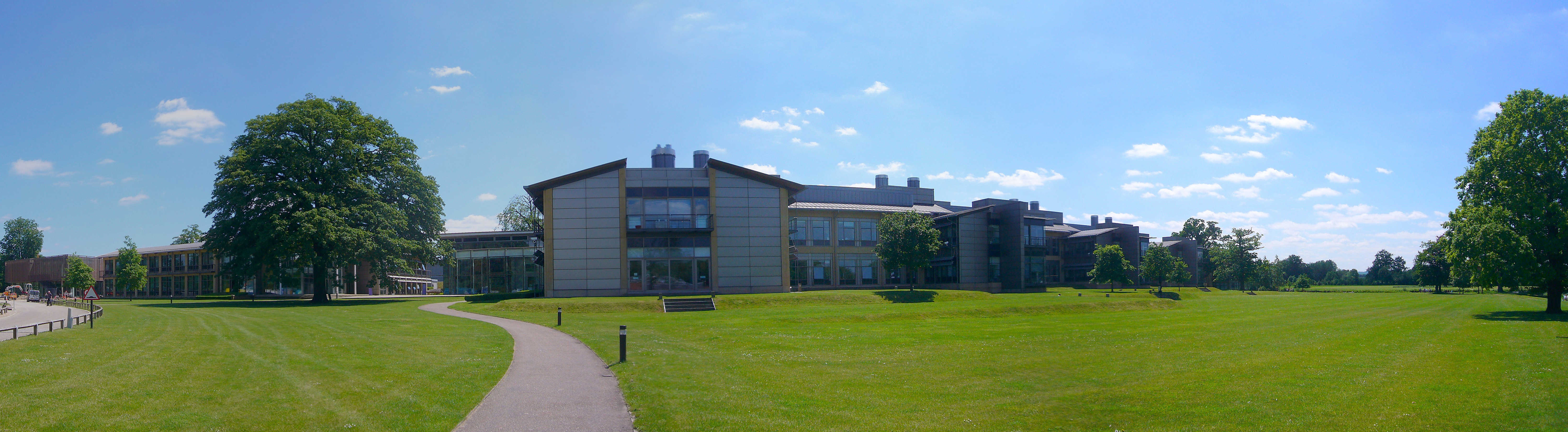

웰컴 트러스트 생어 연구소(Wellcome Trust Sanger Institute, 옛 이름은 생어 센터(The Sanger Centre))는 세계에서 가장 큰 유전체 서열 생산, 분석, 생정보학연구, 데이터베이스구축을 하는 종합 생명과학센터이다. 1992년, 2개의 노벨상을 받은 영국 케임브리지 MRC 센터의 프레더릭 생어의 이름을 따서 생어 센터로 세워졌다. 자본은 영국 정부와 세계에서 가장 큰 기부단체인 웰컴 트러스트에서 제공했다. 2007년 현재 세계에서 가장 앞선 유전체학 연구센터이기도 하다. 생어센터는 영국 케임브리지에 위치하고 있고, 일종의 출연연구소이다. 케임브리지의 시내에서 10분정도 떨어진 위치(힝스턴)이 있다.